# Trigonaspis quercusforticornis
Trigonaspis quercusforticornis är en stekelart som först beskrevs av Walsh 1864.  Trigonaspis quercusforticornis ingår i släktet Trigonaspis och familjen gallsteklar. Inga underarter finns listade i Catalogue of Life.